# Манджак
Манджак (самоназвание; мандьяк) — народ, обитающий в Гвинее-Бисау (в устьях рек Кашеу и Мансоа), Кабо-Верде, Сенегале, Гамбии. Численность манджак в Гвинее-Бисау — около 140 тыс. человек, в Кабо-Верде — 40 тыс. человек, в Сенегале — 20 тыс., в Гамбии — 10 тыс. По языку и культуре манджак родственны манканья, диола, баланте.

## Язык
Говорят на языке мандьяк атлантической семьи (нигеро-конголезская макросемья), имеют несколько диалектов: бок, бараан-калкус, чуро, лунд, пейихе (Кальщиков 1999: 273).

## Религия
Большинство манджак придерживается традиционных верований, есть католики (в основном горожане Кабо-Верде) (Кальщиков 1999: 273).

## История расселения
Несколько веков назад манджак были оттеснены мандинго с севера в приморскую часть современной Гвинеи-Бисау. Часть манджак переселилась во внутренние районы Гвинеи-Бисау, значительные группы мигрировали в XIX—XX вв. на территории Сенегала, Гамбии, Кабо-Верде. Одна из причин миграций из приморских районов — большая скученность населения (до 120 человек на 1 км²) (Кальщиков 1999: 273).

## Традиционные занятия
Основное традиционное занятие на континенте — ручное земледелие (рис, батат, ямс, фонио, хлопчатник, бананы, цитрусовые, овощи, в районах недавней иммиграции — товарная культура — арахис). Заболоченные районы осваивают, возводя вокруг полей земляные дамбы для защиты посевов от морской воды. Универсальное орудие труда — кайендо (лопата длиной до 3 м). В Кабо-Верде манджак работают главным образом на плантациях.
Также манджак занимаются животноводством (главным образом свиньи, в меньшей степени козы и коровы), сбором плодов масличной и кокосовой пальм. Развито морское и речное рыболовство. Из ремёсел наиболее распространены гончарное ремесло, плетение, обработка дерева. Многие манджак работают матросами на морских и речных судах (Кальщиков 1999: 273).

## Быт
Деревни у манджак крупные, кучевые. Жилище представляет собой круглую плетёную хижину диаметром 5—6 м, с обмазанными глиной стенами, высокой конической, низко свисающей крышей из пальмовых листьев. Под влиянием португальцев стало распространяться прямоугольное жилище с двускатной крышей.
Традиционная одежда (сохранилась как рабочая) у женщин — юбка, у мужчин — набедренная повязка.
Пища преимущественно растительная (каши, похлёбки, пюре).
Семья большая, счёт родства патрилинейный. Сохранились тайные союзы, система возрастных классов (около 6) (Кальщиков 1999: 273).